# Jonas Aliou Gbian
Jonas Aliou Gbian, né le 25 mars 1965, est une personnalité politique du Bénin, plusieurs fois ministres dans les gouvernements du président Boni Yayi et du président Patrice Talon.

## Biographie
Né le 25 mars 1965 à Ina dans le département du Borgou, Jonas Gbian est diplômé des Hautes Études en Gestion de la Politique Economique de l’Université d’Abidjan. Il est également diplômé des Études Supérieures en Économie et Finances du Centre Ouest-Africain de Formation et d’Études Bancaires à Dakar et titulaire d’une Maîtrise en Sciences Economiques de l’Université Nationale du Bénin.

## Vie professionnelle et politique
Avant de devenir membre du Gouvernement, Jonas Gbian a occupé plusieurs postes au sein de la Banque Centrale des États de l’Afrique de l’Ouest (BCEAO) dont ceux de cadre supérieur, Fondé de pouvoirs, Sous-Directeur et Directeur adjoint. Il a été Conseiller à l’Économie du Président de la République. En 2011, il fait son entrée au sein du gouvernement de Boni Yayi en tant que Ministre de l’Énergie, de l’Eau et des Mines. En avril 2012, il change de portefeuille et devient Ministre de l’Économie et des Finances,,.

## Vie privée
Jonas Aliou Gbian est marié et père de trois enfants.